# استوپا

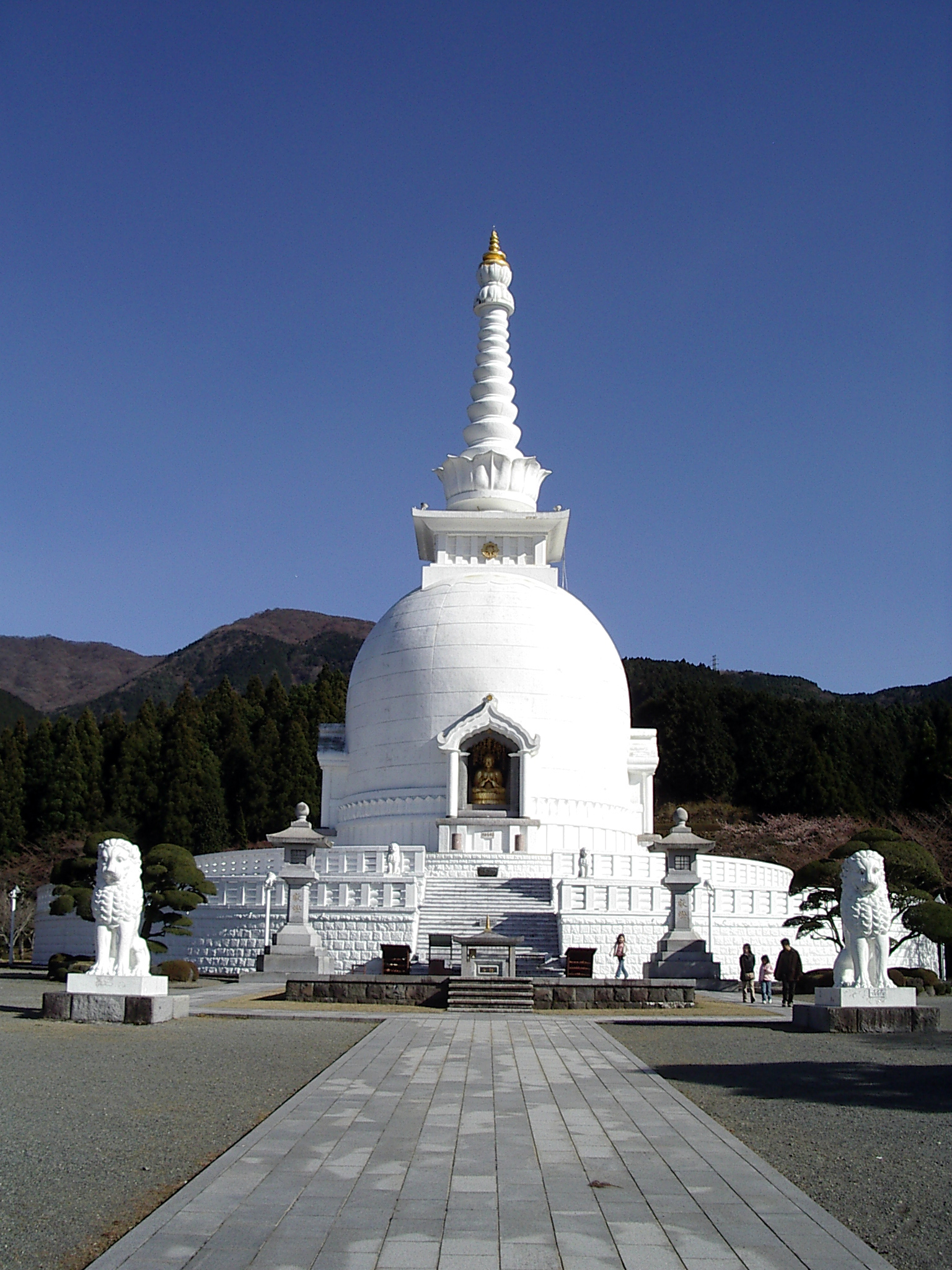
یک استوپا در شهر گوتنبا، ژاپن.

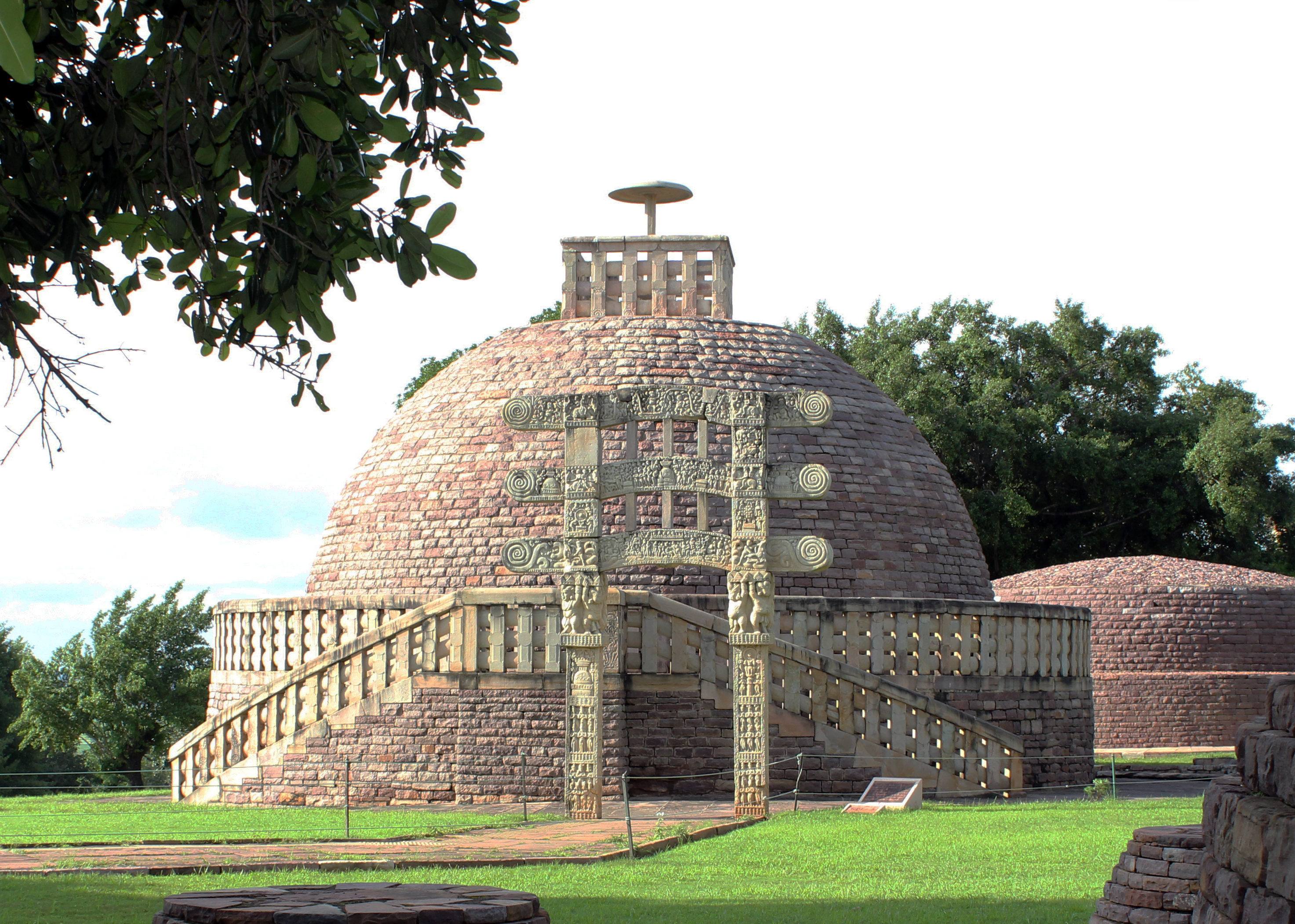
استوپای سانچی از نمای روبرو.

استوپا (زبان سانسکریت: m. ,स्तूप "پُشته") نوعی بنای تپه‌مانند یا سازه‌ای نیم‌کره است که از آن به‌عنوان محلی برای مراقبه و مدیتیشن استفاده می‌شود.
استوپا نوعی بنای تپه مانند است که در سراسر شبه قاره هند دیده می‌شوند و در جهان غرب نیز رو به افزایشند. استوپا در کشورهای متعددی از آسیای جنوب شرقی وجود دارد و به نامهای چدی (chedi)، داگوبا (dagoba) یا توپ (tope) شناخته می‌شود.
استوپا قدیمیترین بنای مذهب بودیسم است و در ابتدا تنها شامل تپه ای گنبدی شکل بوده که از گل یا در مکانهای کم‌آب از توده ای سنگ ساخته می‌شده‌است تا پوششی بر آثار مقدس بودا باشد. پس از درگذشت بودا، پیکر وی را سوزاندند و بر سر خاکستر وی و محل دفن آن نزاع درگرفت تا اینکه راهبی سالخورده یادآوری کرد هدف بودا برقراری صلح و آرامش بوده و از این رو شایسته نیست برای دفن پیکر وی نزاع رخ دهد. پس خاکستر آن تقسیم شده و زیر ۸ استوپا دفن شد. دو استوپا نیز بر روی ظرف خاکستر و خاک ذغالهایی که پیکر بودا با آتش آن سوزانده شده بود، قرار گرفت.
دربارهٔ این استوپاهای اولیه اطلاعات اندکی در دسترس است، به خصوص که تشخیص ۱۰ استوپای اصلی ممکن نیست. با این حال، گفته می‌شود که تعدادی از استوپاهای بعدی مانند سارنات (Sarnath) و سانچی (Sanchi) در واقع با اجرای تزئیناتی بر روی گنبدهای اصلی به وجود آمده‌اند. در قرن سوم ق.م. امپراتور آشوکا پس از گرویدن به بودیسم، استوپاهای اولیه را گشود و محتویات آنها را در میان هزاران استوپایی که به دستور وی ساخته شده بود پخش نمود.
با تمام اینها، استوپاهای واقع در ۸ مکانی که با زندگی بودا در ارتباط بودند، همچنان اهمیت خاص خود را حفظ کردند. در نتیجه، اهمیت یک استوپا نسبت به اینکه این گنبد، نقش مقبره داشته باشد یا اینکه تنها به منظور نیایش ساخته شده باشد، تغییر می‌کند و در نهایت، شکل ظاهری آنها نیز از یکدیگر متفاوت شده‌است.
آنها به تدریج به گنبدهایی بزرگ و دارای ویژگیهایی خاص تبدیل شدند، از جمله این بخشهای افزوده می‌توان به تورانا (torana) یا دروازه، حصاری پرچین مانند به نام ودیکا (vedica)، هارمیکا (harmika) که سکویی مربع شکل و ساخته شده از تعدادی میله مانند نرده بود و بر روی گنبد قرار می‌گرفت، چترایشتی (chattrayashti) یا سایبان و یک مسیر مخصوص که برای گشتن به دورتادور استوپا ساخته شده بود، اشاره کرد. از آخرین قرن ق. م به بعد، استوپاها به عنوان یکی از بناهای اصلی مذهبی بودیسم به ثبت رسیدند.
قدیمیترین استوپای شناخته شده استوپای دمک (Dhamek) نام دارد و در سانچی هند قرار دارد و بلندترین آنها با ارتفاع ۱۲۷ متر، پرا پاتوم چدی (Phra Pathom Chedi) نام داشته و در ناکن پاتم (Nakhon Pathom) تایلند واقع است. با انتشار بودیسم در کشورهای دیگر آسیا، استوپا به پاگودا (pagoda) تبدیل شد. پاگوداها، در اشکال مختلفی دیده می‌شوند که انواع زنگوله ای و هرمی از آن جمله اند.
امروزه در متون غربی، وجه تمایز واضحی میان استوپا و پاگودا وجود ندارد. اما در کل، استوپا بناییست که توسط بوداییان هند و آسیای جنوب غربی ساخته می‌شود و پاگودا به بناهای بودایی ساخته شده در آسیای شرقی اشاره می‌کند که می‌تواند دارای در ورودی بوده و حتی مورد مصارف غیر مذهبی قرار گیرد.
اساسا استوپا از پنج قسمت اصلی تشکیل شده‌است:
1. یک پایه مربع شکل
2. گنبدی نیم کره ای
3. مناری مخروطی
4. یک هلال ماه
5. یک صفحه گرد

هریک از این اجزاء از معنای استعاری غنی برخوردارند و به ترتیب با یکی از پنج عنصر عالم هستی که خاک، آب، آتش، هوا و فضا باشند، مرتبطند.
مراحل تحول اولیه استوپا از قرن سوم تا دوم قبل از میلاد
1. مائوری
2. هندو یونانی

۳) هندو یونانی ۲
1. اواخر هندو یونانی/ هند و سیتی
2. سلسله کوشانها (امپراتوران ایرانی الاصل هند)

## تاریخچه

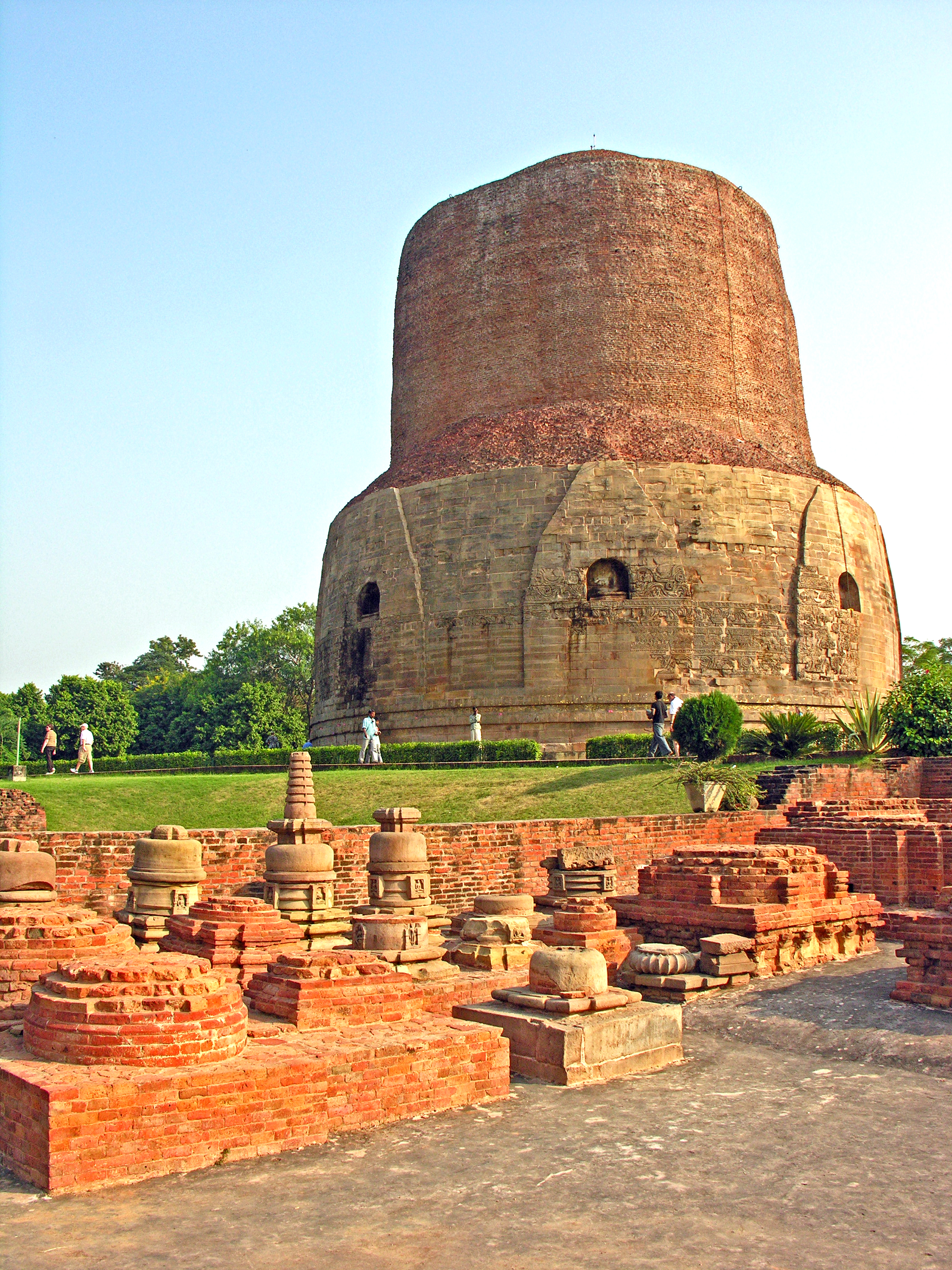
استوپای دهامک جایی که گوتاما بودا نخستین خطابه‌اش را در آن برگزار کرد.

استوپا کهن‌ترین بنای مذهب بودایی است و در ابتدا تنها شامل گورپشته بوده که از گِل یا در مکان‌های کم‌آب از توده‌ای سنگ ساخته می‌شده‌است تا پوششی بر آثار مقدس بودا باشد. پس از درگذشت بودا، بدن وی سوزانده‌شد و خاکسترش در زیر ۸ استوپا دفن گردید. دو استوپا نیز بر روی ظرف خاکستر و خاک زغال‌هایی که پیکر بودا با آتش آن سوزانده شده‌بود، قرار گرفت.

## نگارخانه

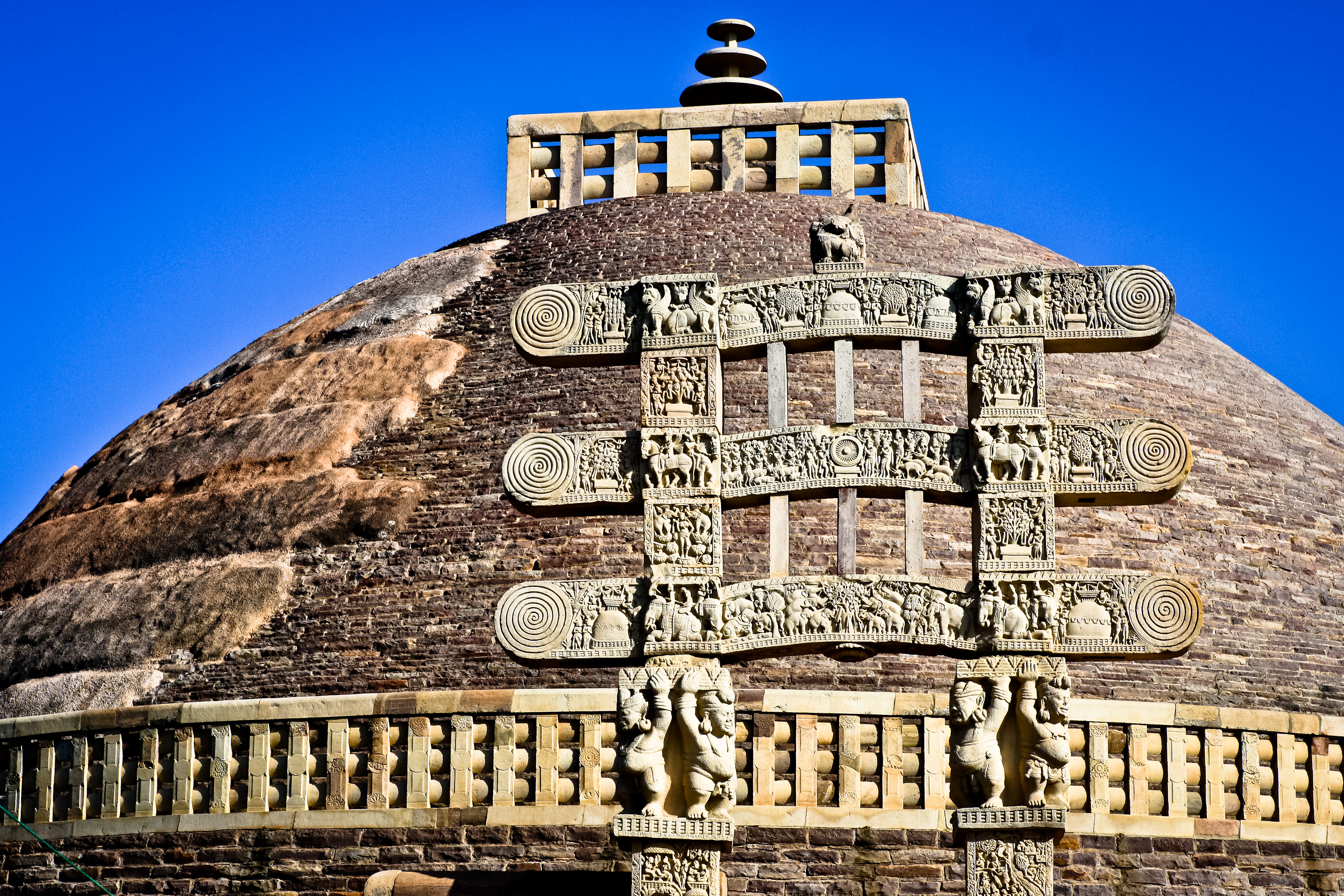
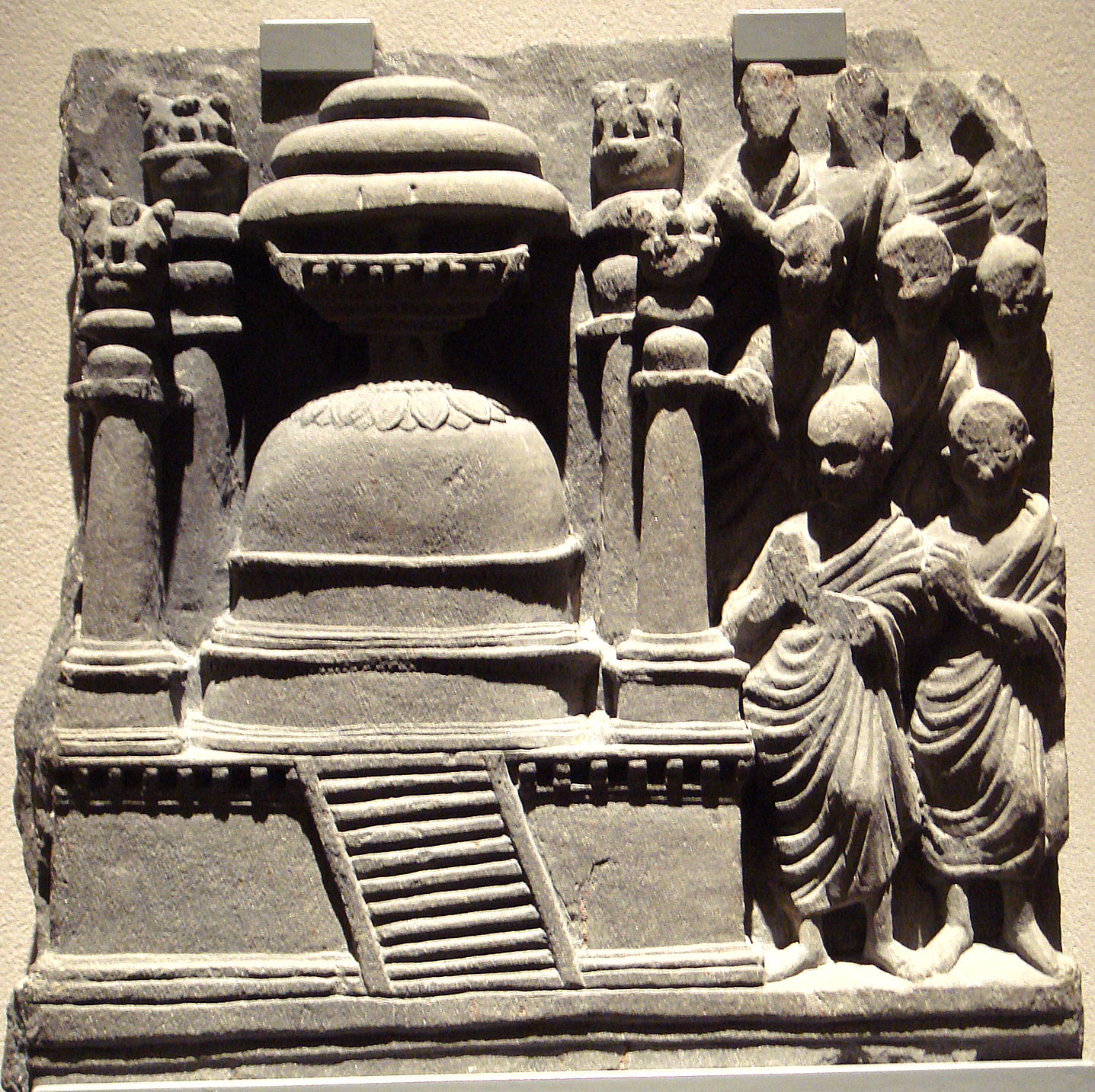
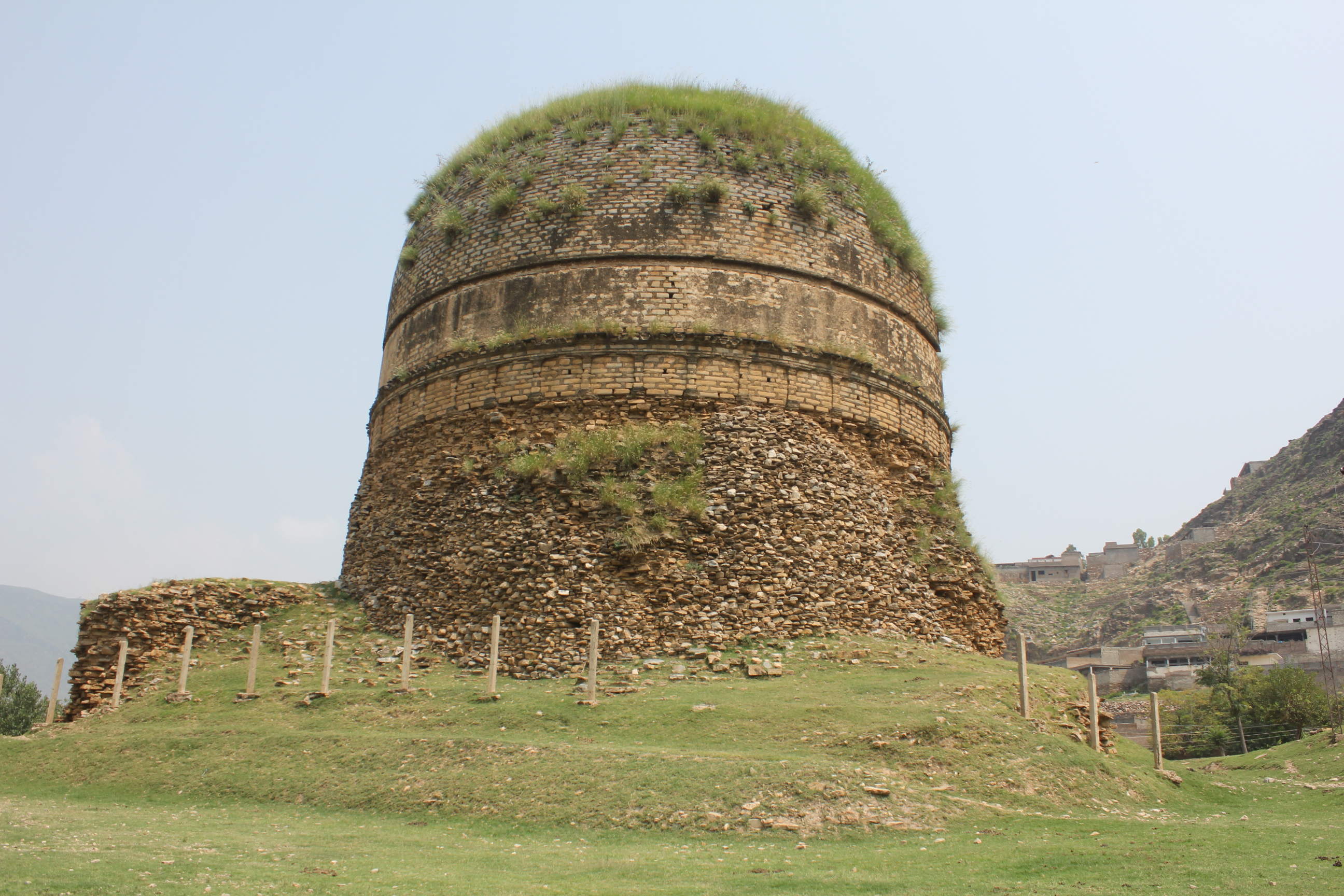
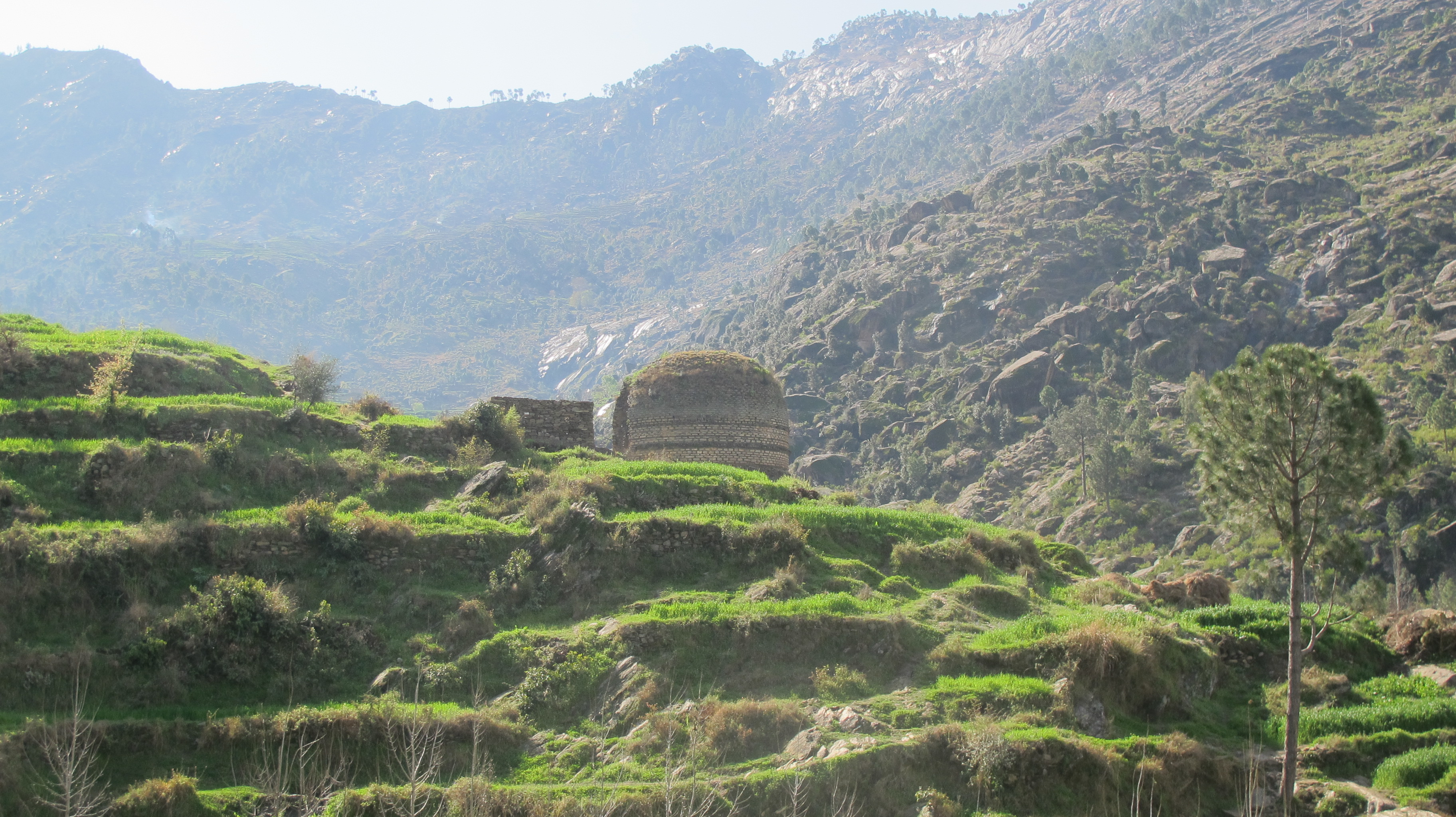
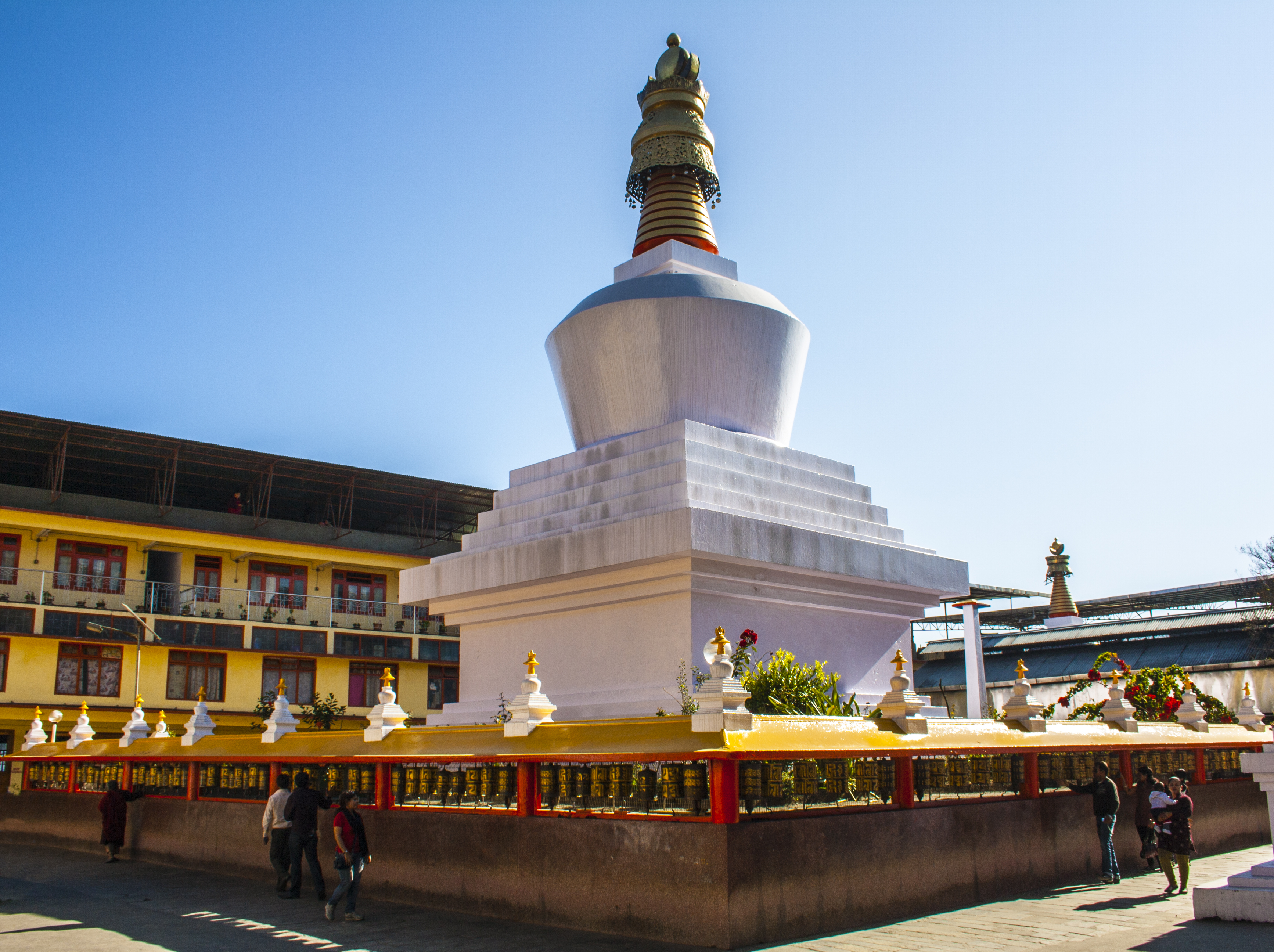
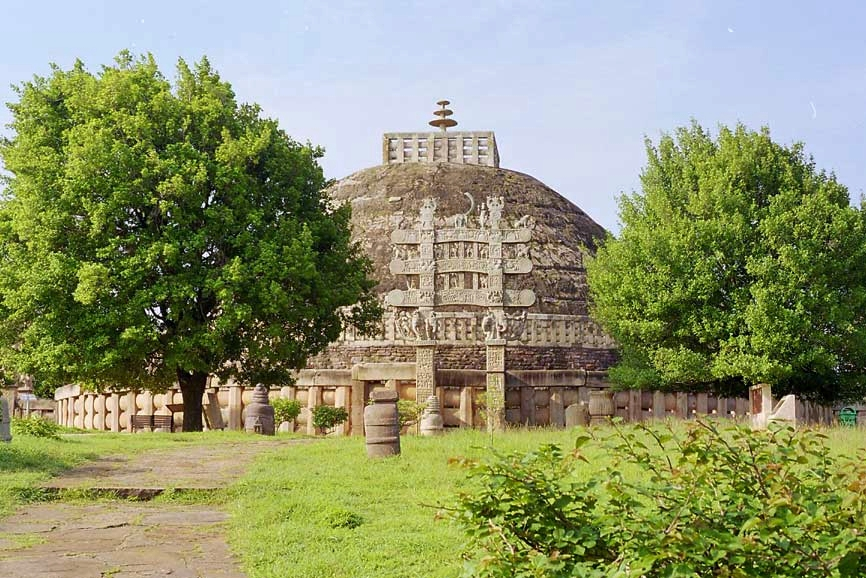
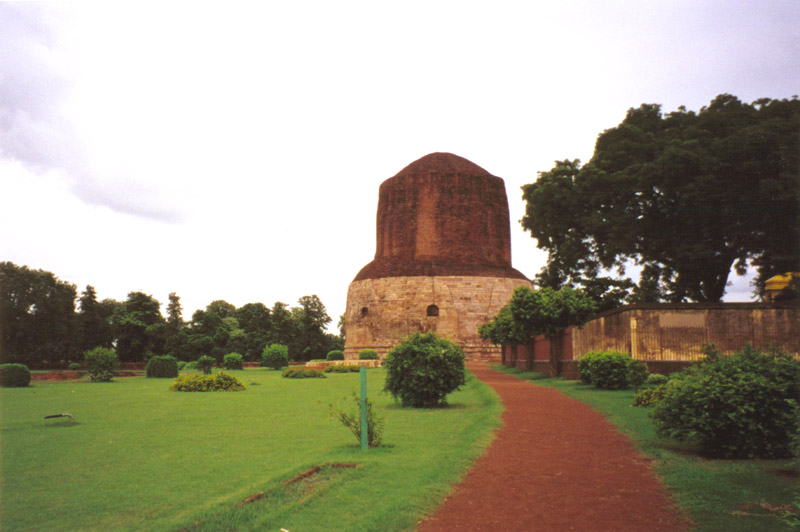
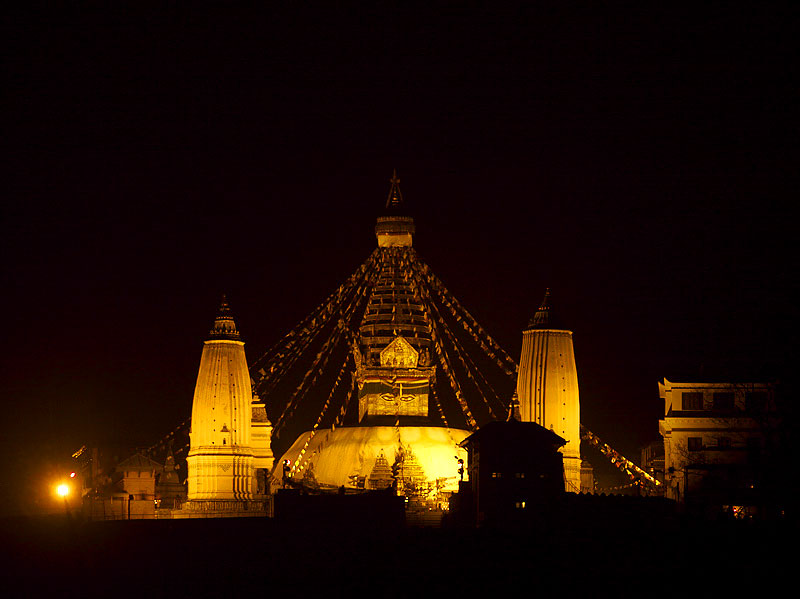
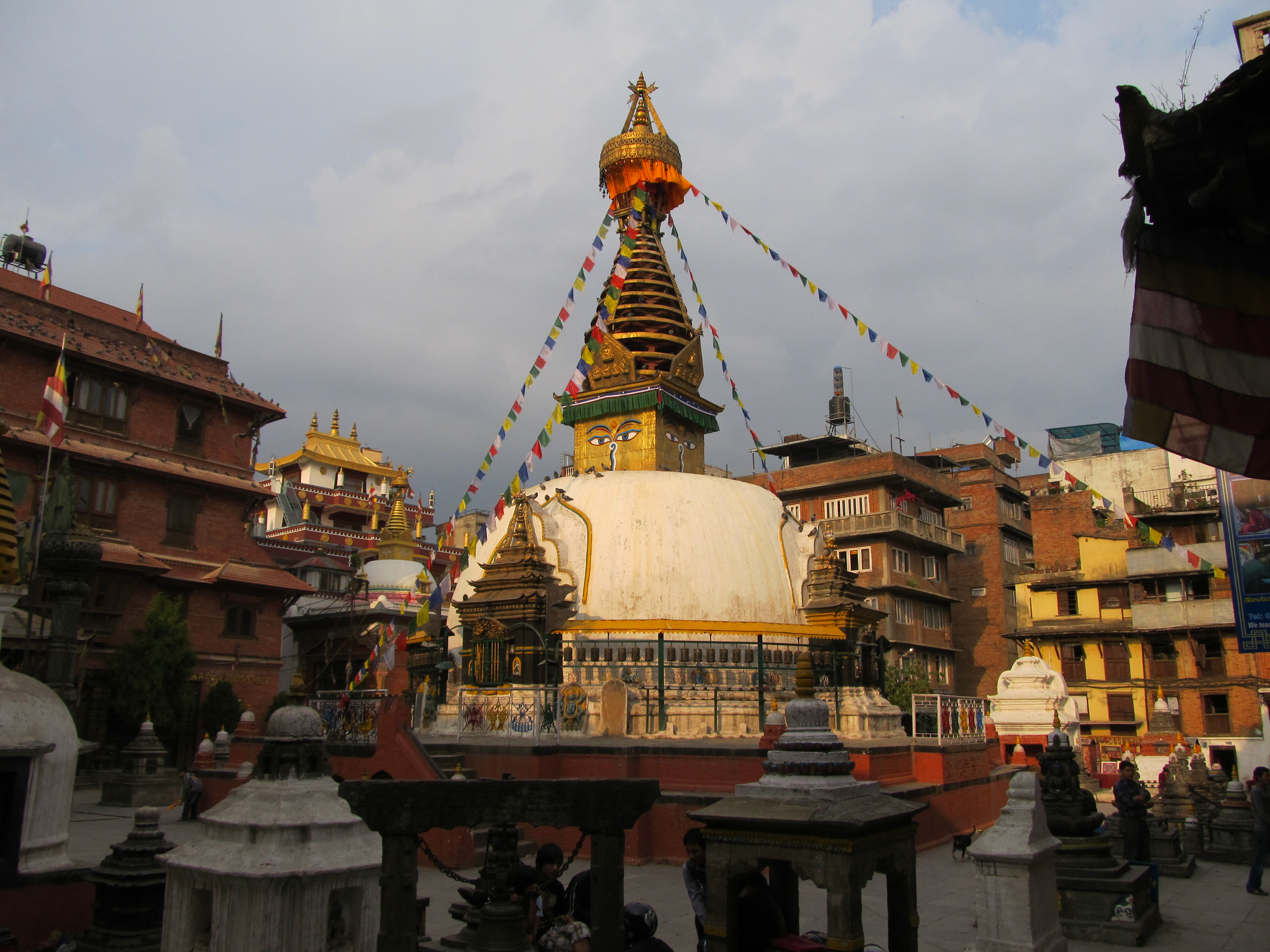
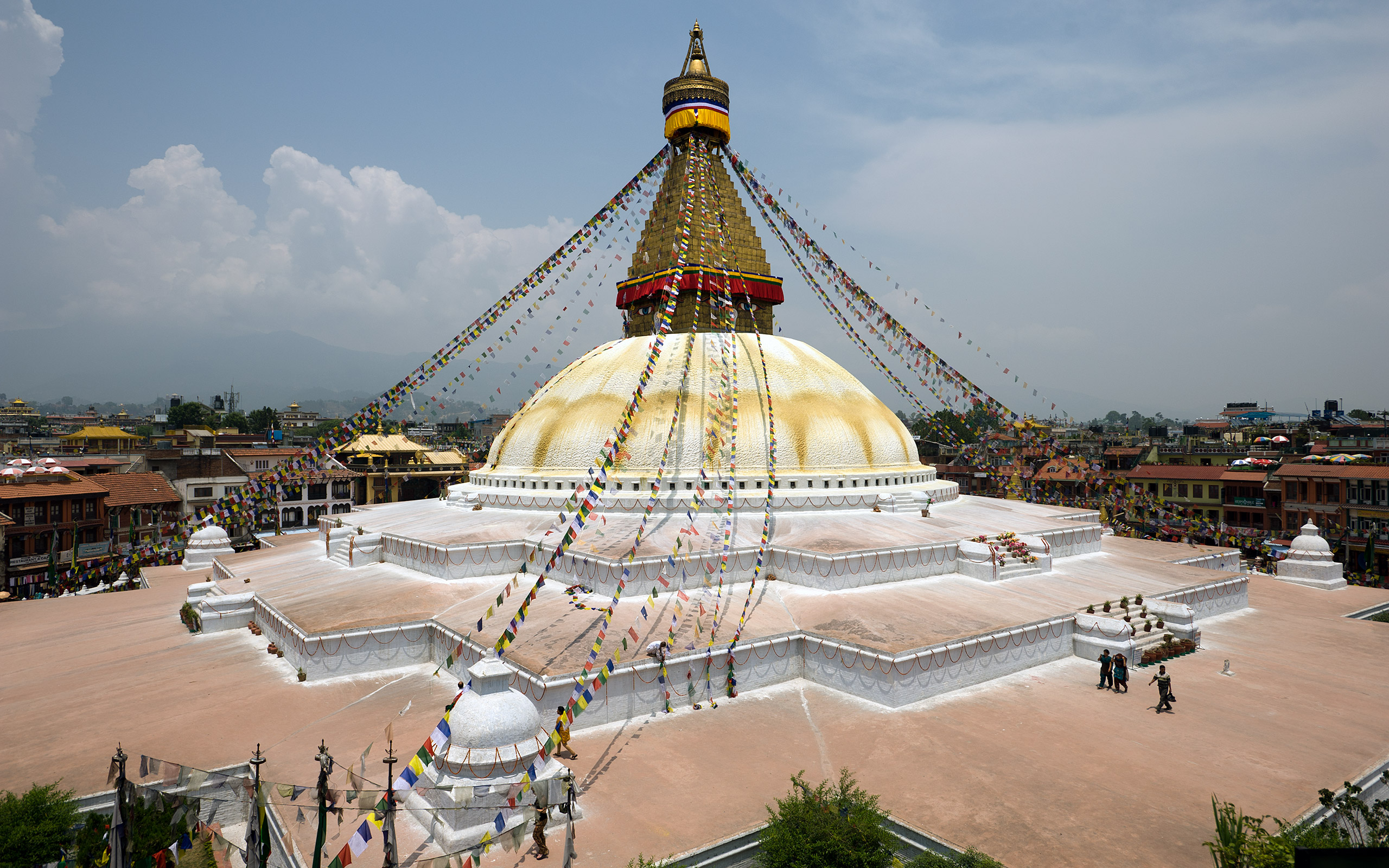
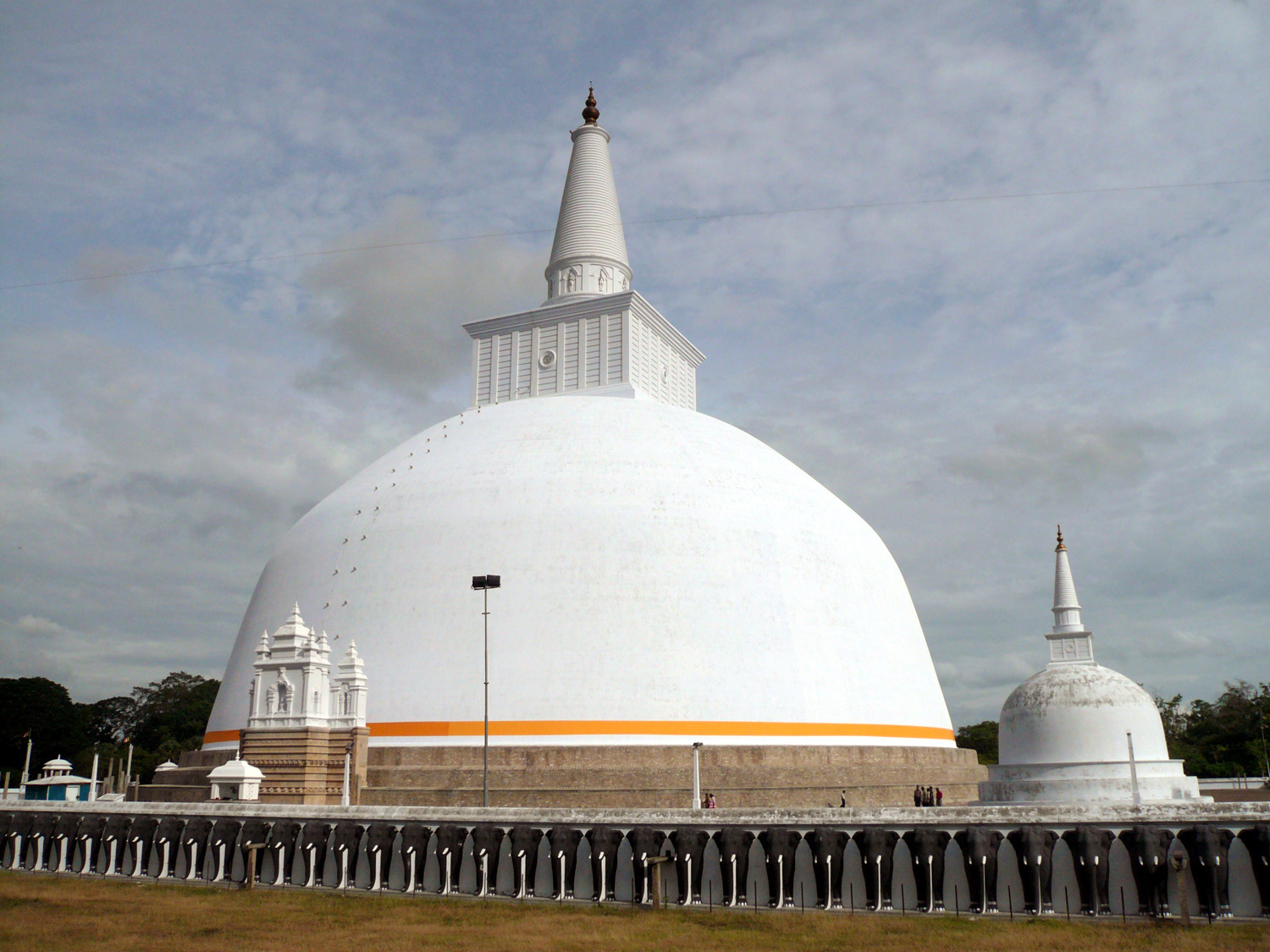
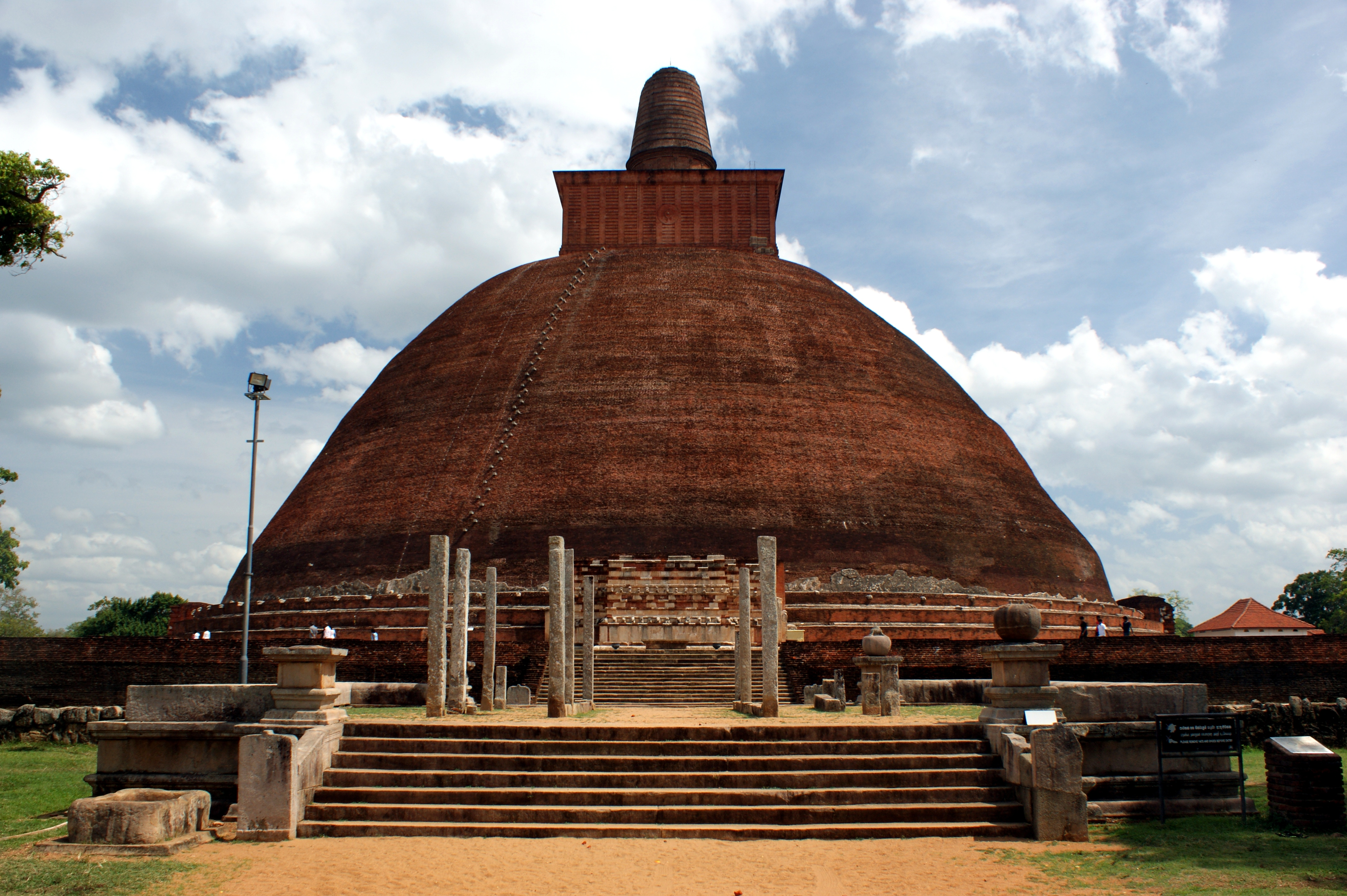
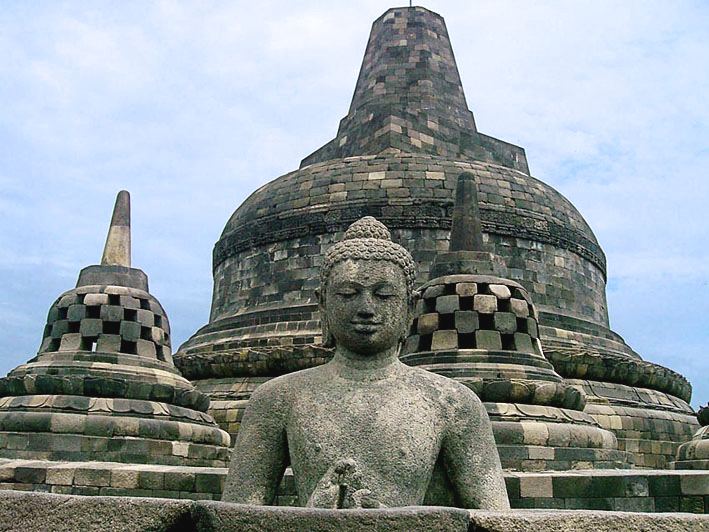
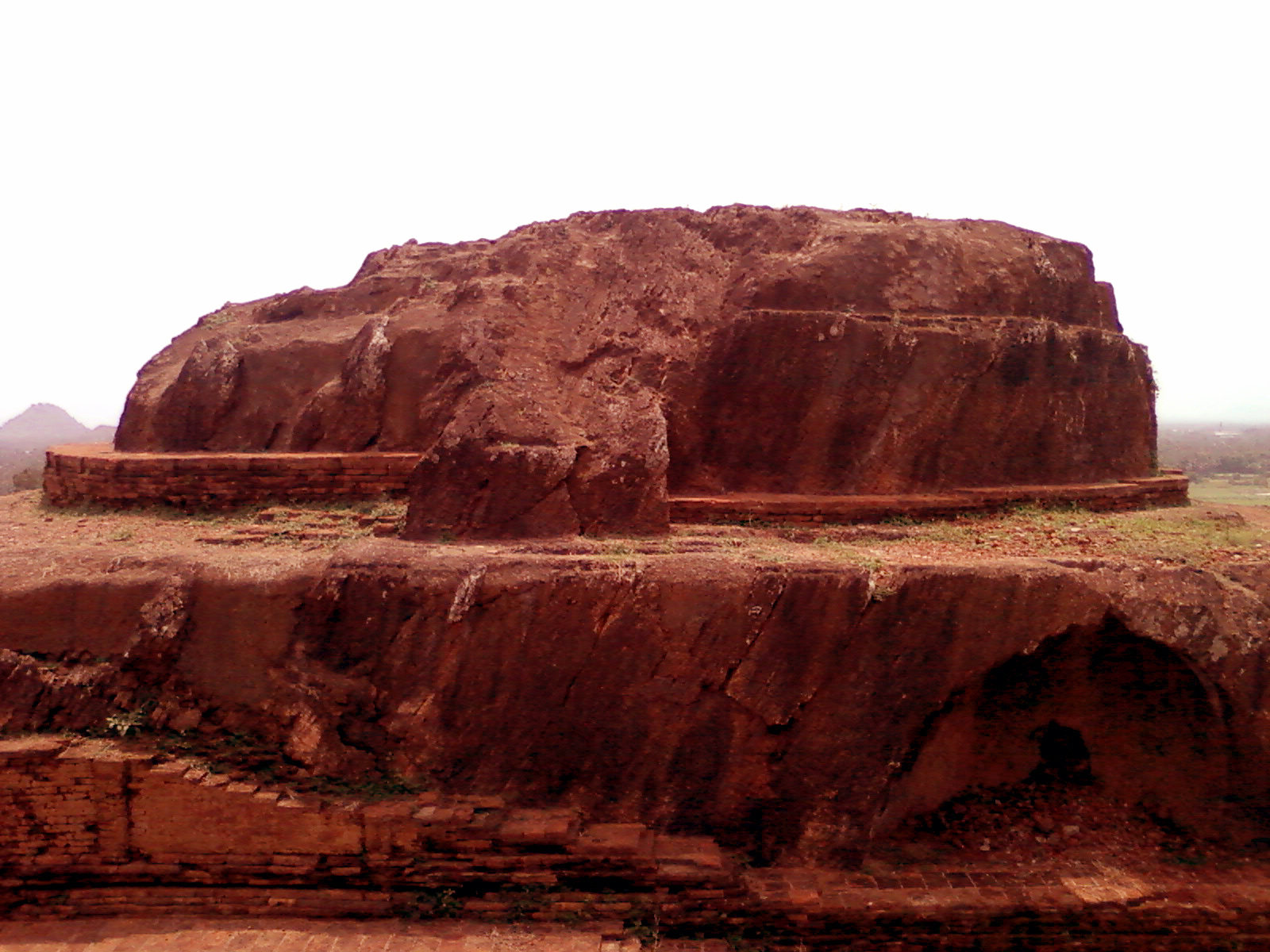
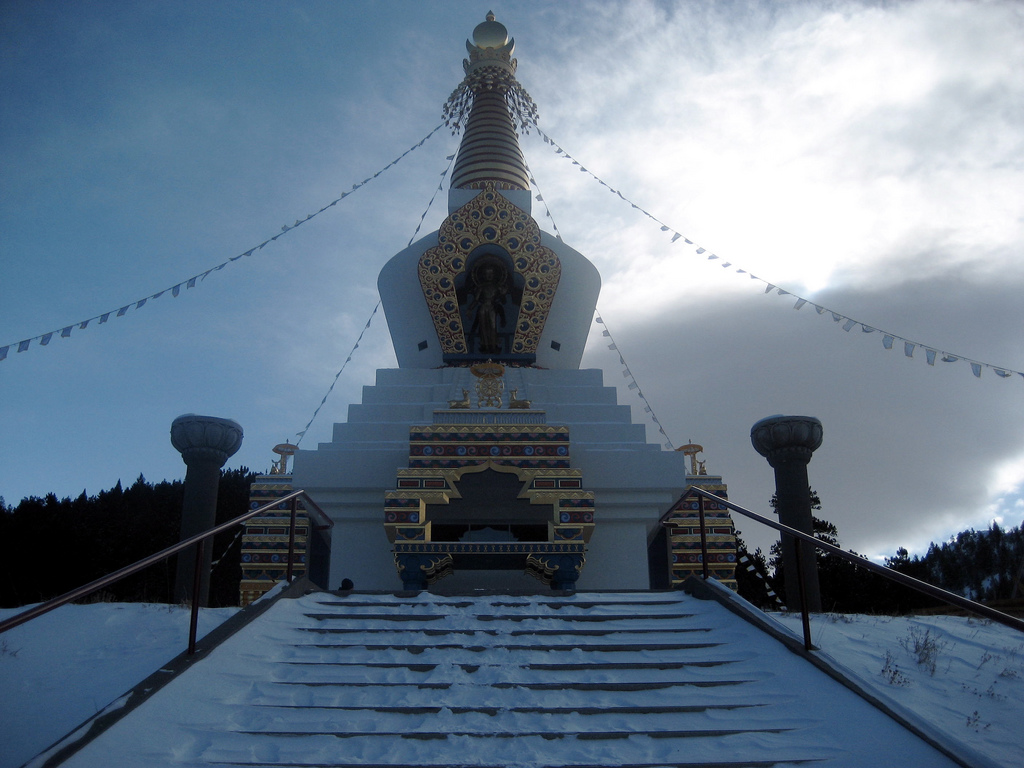
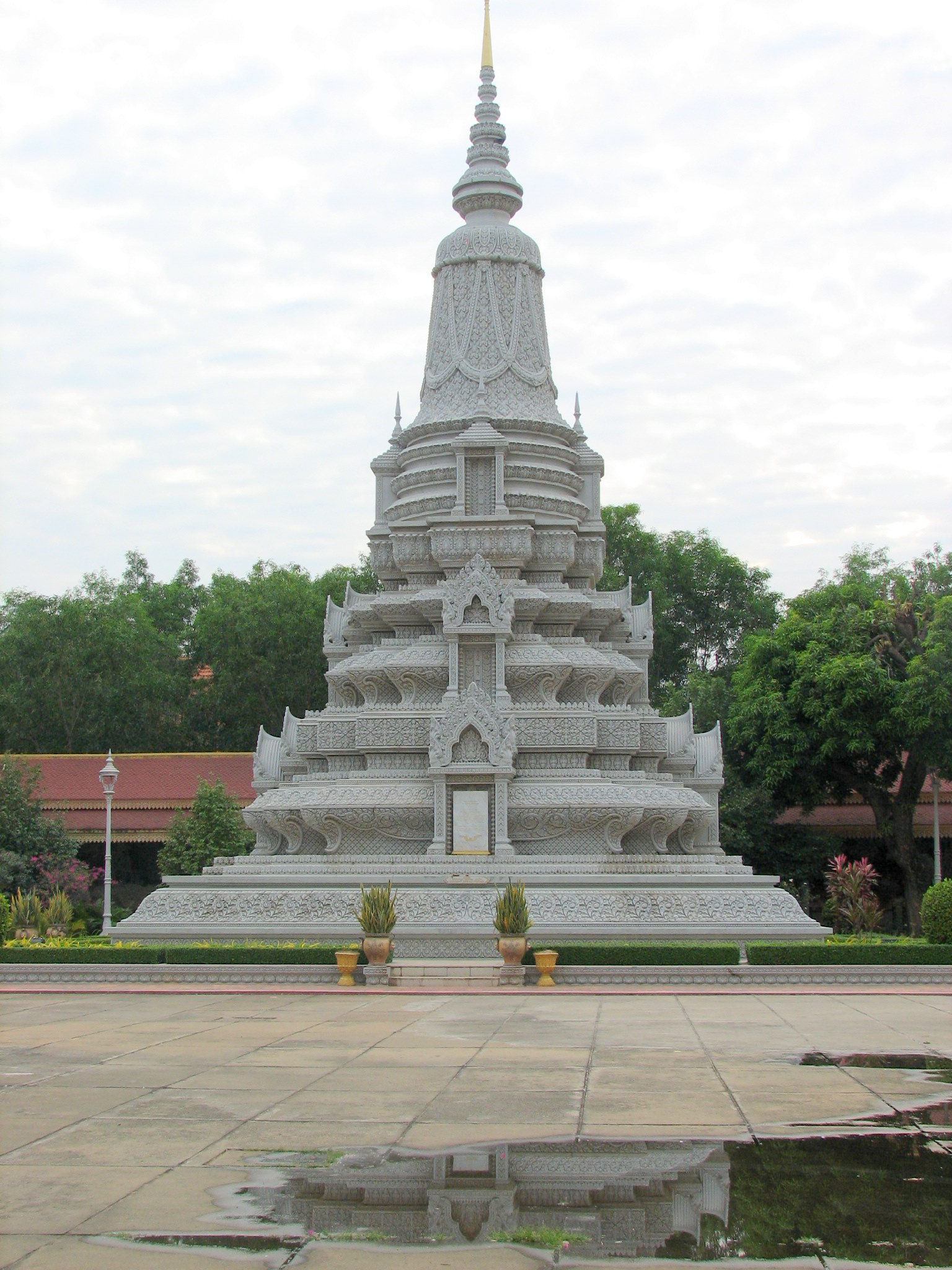
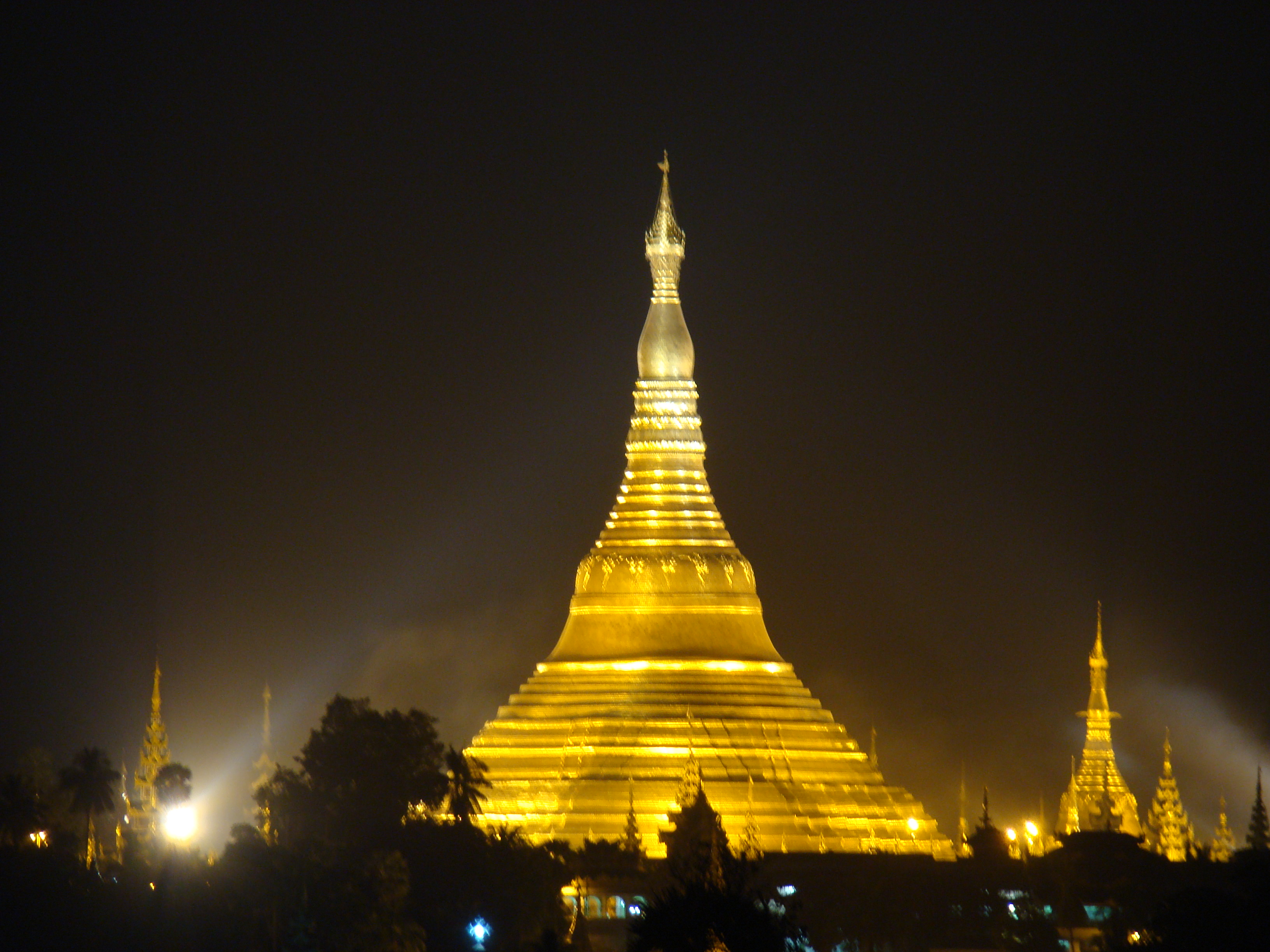
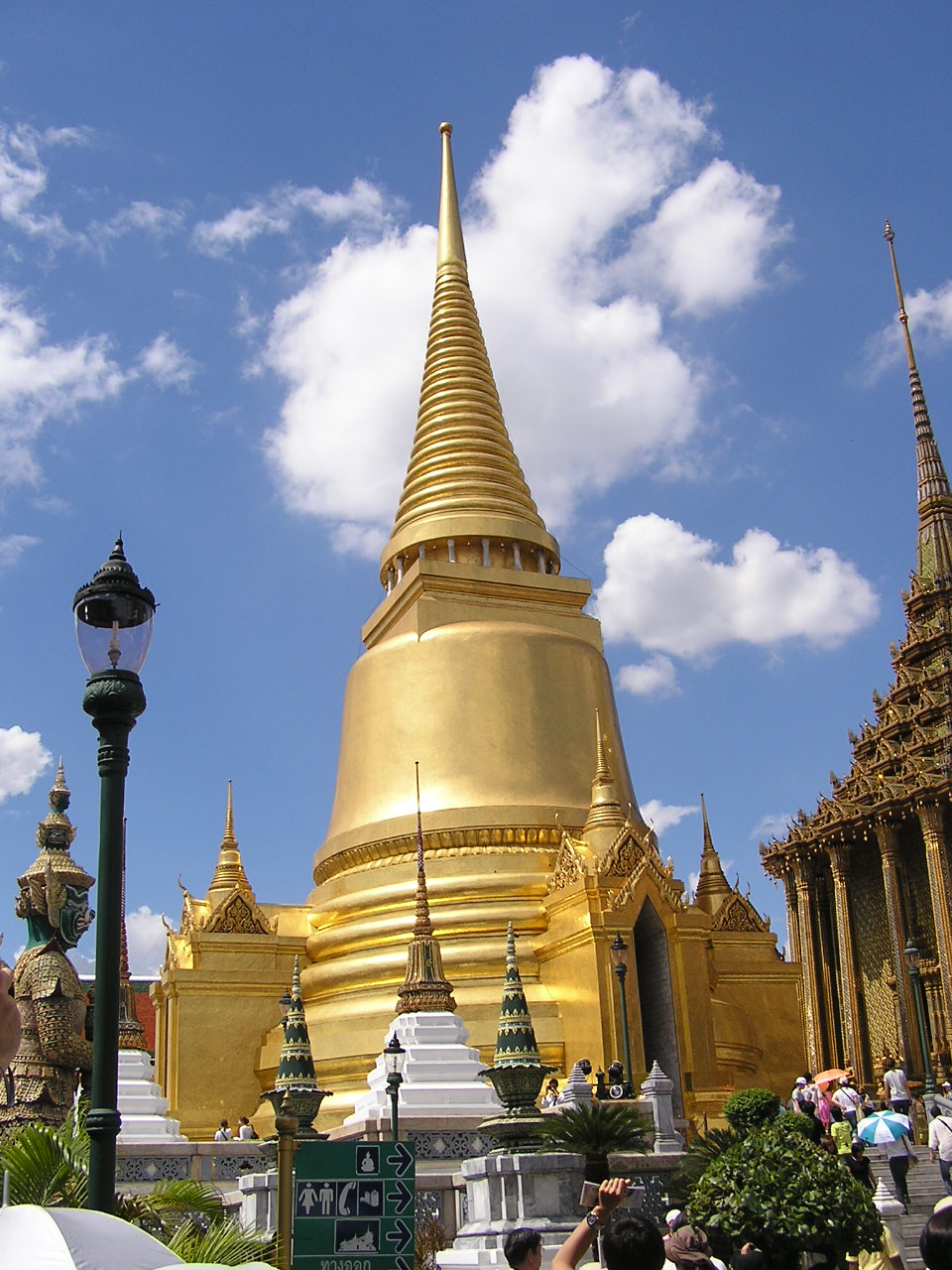
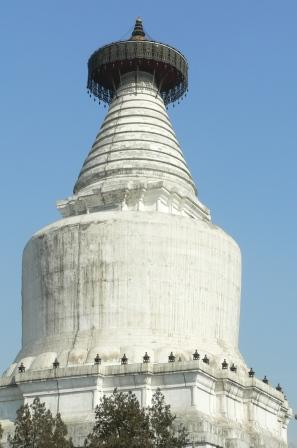
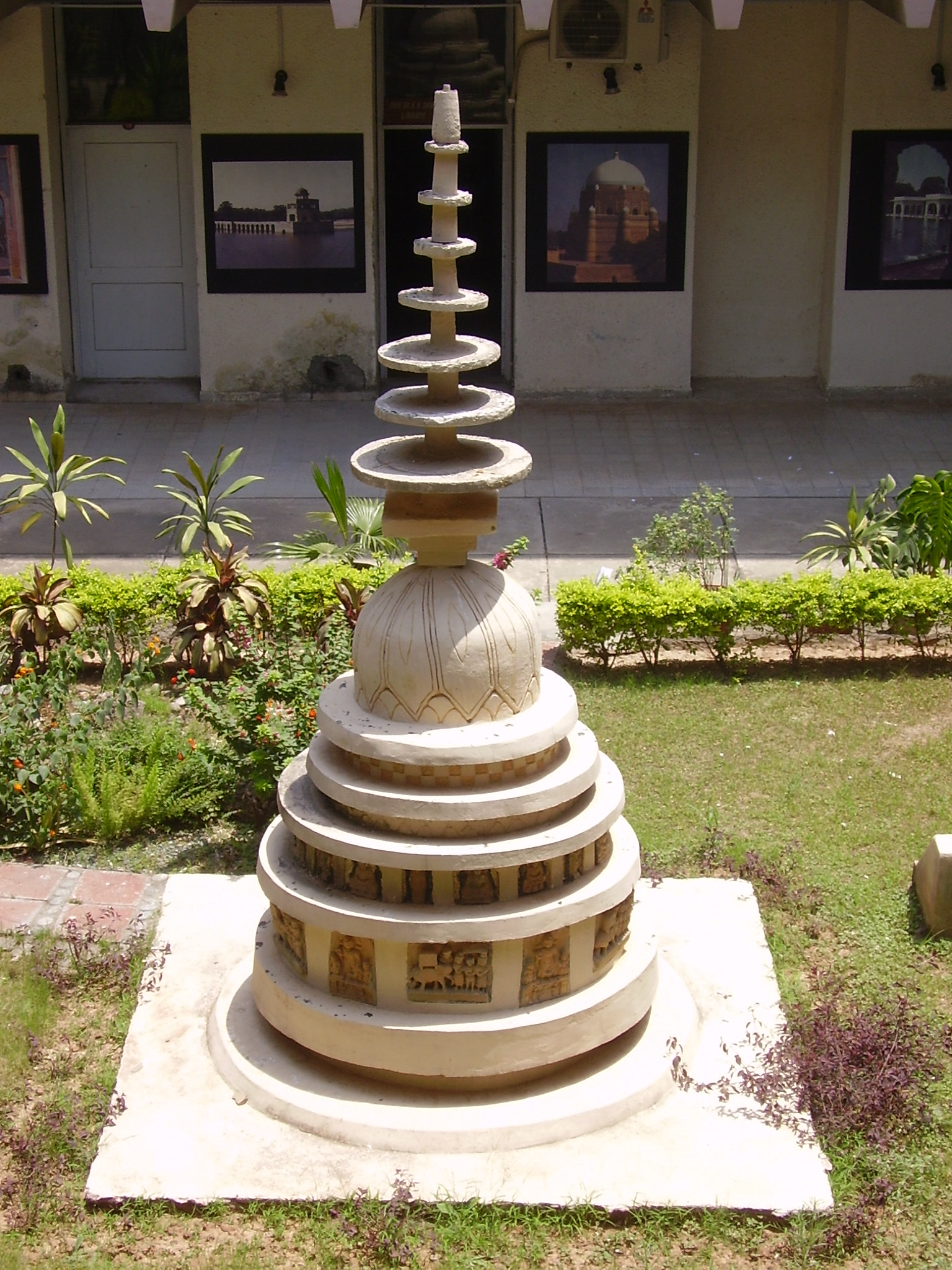
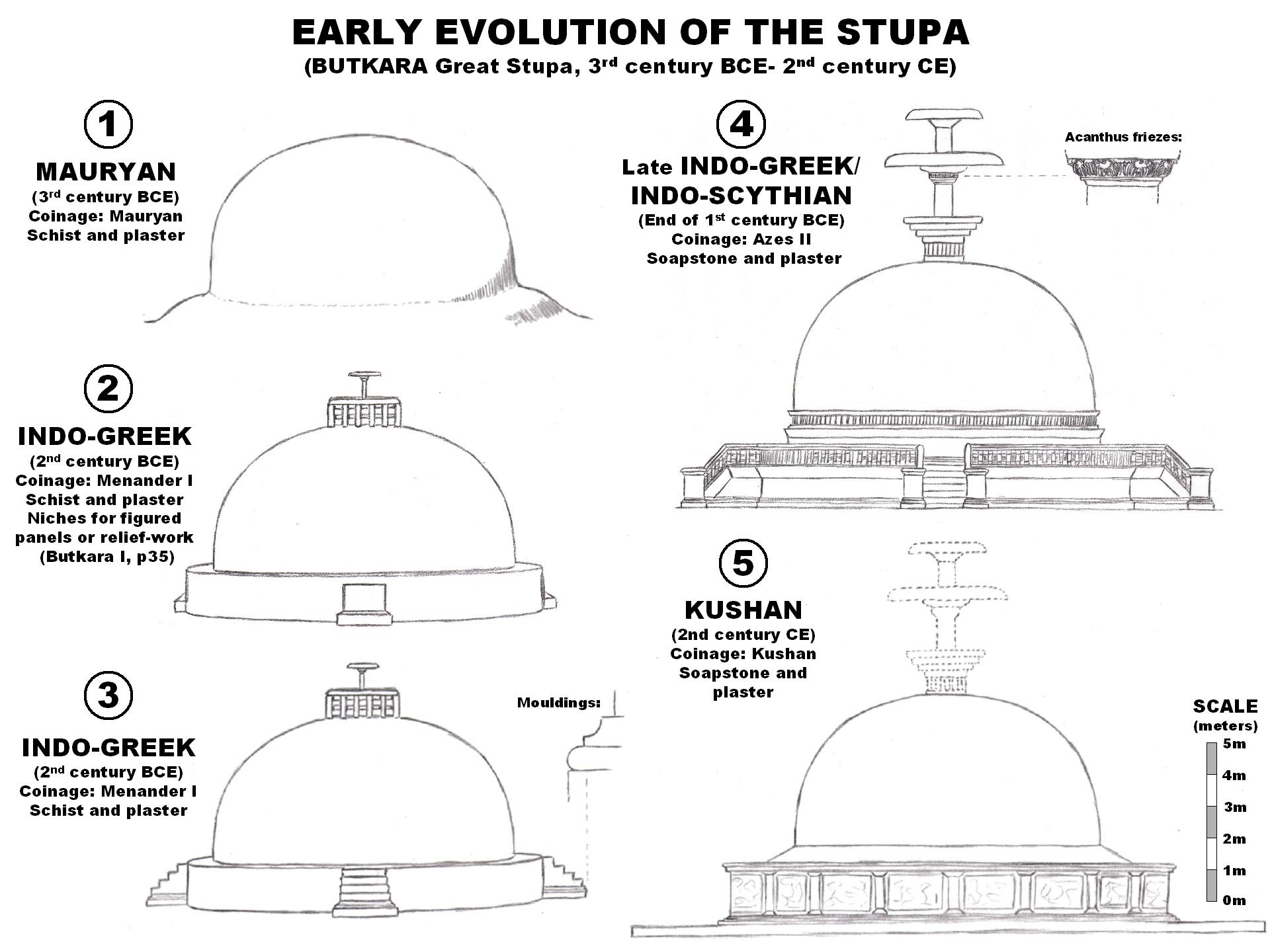
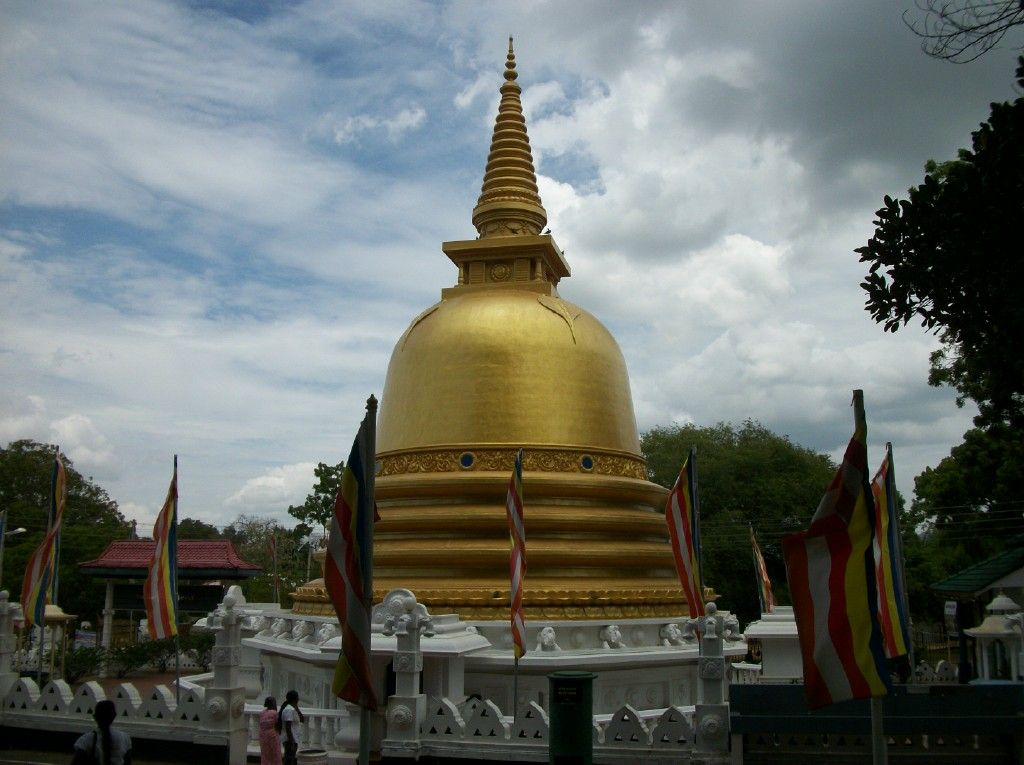
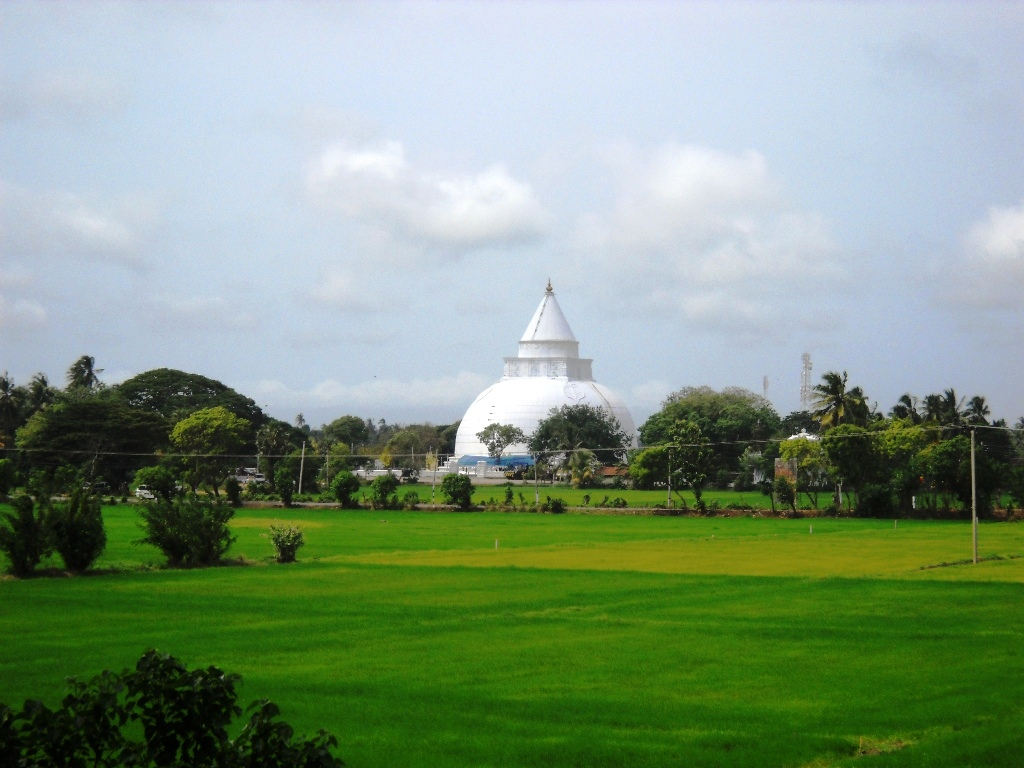
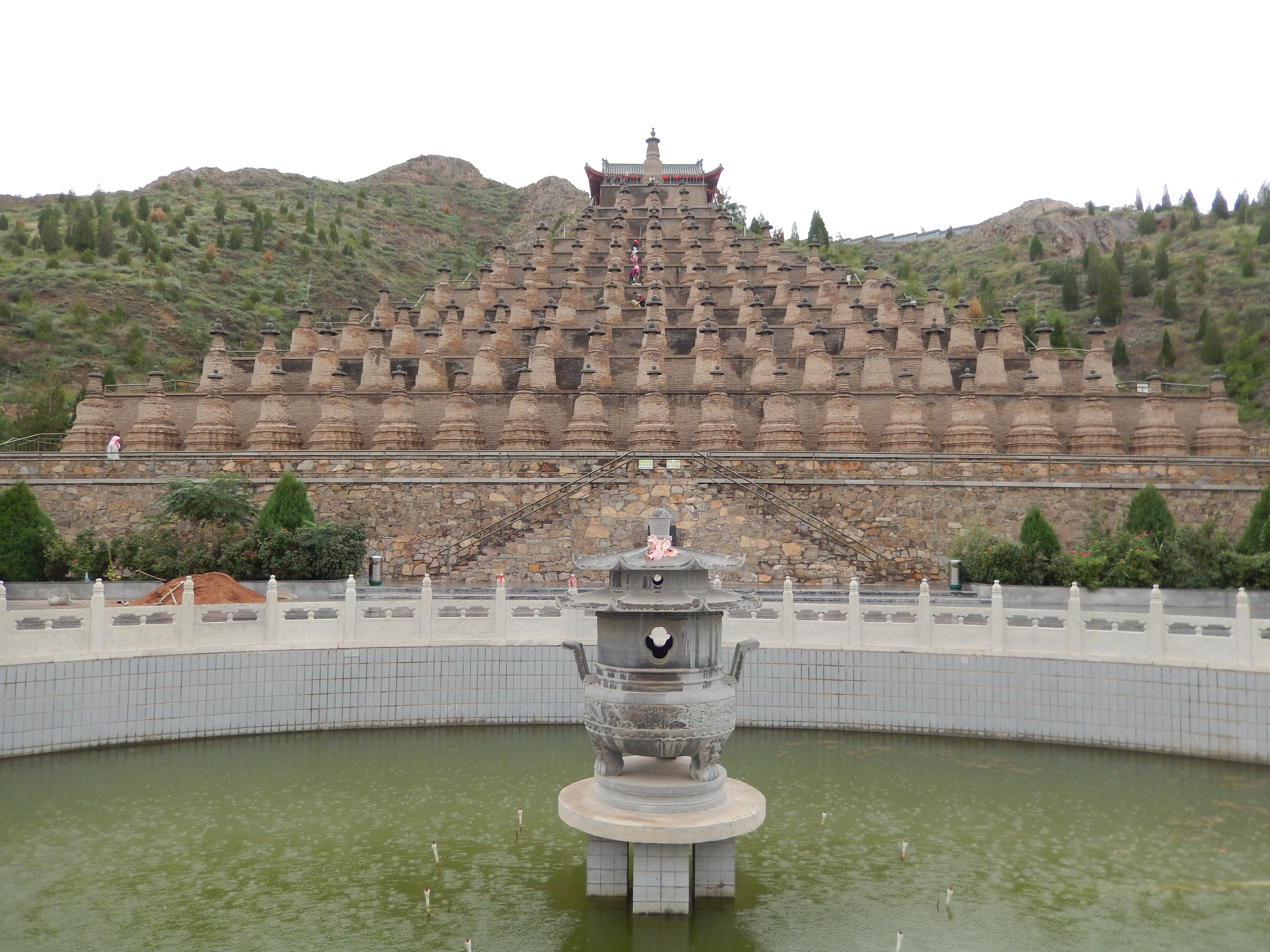